# Corda simpàtica
Una corda simpàtica o corda harmònica és una corda d'un instrument de música de la categoria dels cordòfons que no és tocada, però que sona per «simpatia» o ressonància de la vibració de les cordes tocades activament per l'instrumentista. Serveixen per a millorar el tó.
Instruments amb cordes simpàtiques: gadulka viola d'amor, viola de roda, violí de cordes simpàtiques, baríton, sitar, i molts altres.